# Campionat del Món de constructors (motociclisme de velocitat)
El Campionat del Món de constructors de motociclisme de velocitat (conegut també com a Campionat del Món de fabricants, o de marques) premia el constructor de motocicletes més reeixit de la temporada, segons el total de punts obtinguts en els Grans Premis en funció del barem establert per la FIM.
Només el pilot amb més punts a cada cursa de cada constructor puntua per a aquest Campionat. La marca guanyadora del mundial de constructors no és necessàriament, doncs, la del Campió del Món de pilots. Per exemple: La temporada de 2004, Valentino Rossi fou Campió del Món en la categoria MotoGP pilotant una Yamaha, però Honda aconseguí el títol de constructors en haver obtingut més punts que Yamaha durant la temporada.
A la categoria de sidecars, el mundial de constructors s'atorga al fabricant del motor i no al del xassís. En canvi, a la categoria de Moto2, el campionat s'atorga al fabricant del xassís i no al del motor, atès que tots els participants han de competir-hi amb motors Honda.

## Llista de Campions per temporada

### Època pre-MotoGP (1949-2001)
De 1949 a 1961 (500, 350, 250, 125, Sides)
| Any  | 500cc     | 350cc      | 250cc      | 125cc     | Sidecar |
| ---- | --------- | ---------- | ---------- | --------- | ------- |
| 1949 | AJS       | Velocette  | Moto Guzzi | Mondial   | Norton  |
| 1950 | Norton    | Velocette  | Benelli    | Mondial   | Norton  |
| 1951 | Norton    | Norton     | Moto Guzzi | Mondial   | Norton  |
| 1952 | Gilera    | Norton     | Moto Guzzi | MV Agusta | Norton  |
| 1953 | Gilera    | Moto Guzzi | NSU        | MV Agusta | Norton  |
| 1954 | Gilera    | Moto Guzzi | NSU        | NSU       | Norton  |
| 1955 | Gilera    | Moto Guzzi | MV Agusta  | MV Agusta | BMW     |
| 1956 | MV Agusta | Moto Guzzi | MV Agusta  | MV Agusta | BMW     |
| 1957 | Gilera    | Gilera     | Mondial    | Mondial   | BMW     |
| 1958 | MV Agusta | MV Agusta  | MV Agusta  | MV Agusta | BMW     |
| 1959 | MV Agusta | MV Agusta  | MV Agusta  | MV Agusta | BMW     |
| 1960 | MV Agusta | MV Agusta  | MV Agusta  | MV Agusta | BMW     |
| 1961 | MV Agusta | MV Agusta  | Honda      | Honda     | BMW     |

1. ↑  Els títols mundials de constructors de 1954 no van ser reconeguts per la FIM a causa d'un conflicte amb els fabricants.

De 1962 a 1978 (+50)
| Any  | 500cc     | 350cc     | 250cc           | 125cc      | 50cc     | Sidecar |
| ---- | --------- | --------- | --------------- | ---------- | -------- | ------- |
| 1962 | MV Agusta | Honda     | Honda           | Honda      | Suzuki   | BMW     |
| 1963 | MV Agusta | Honda     | Honda           | Suzuki     | Suzuki   | BMW     |
| 1964 | MV Agusta | Honda     | Yamaha          | Honda      | Suzuki   | BMW     |
| 1965 | MV Agusta | Honda     | Yamaha          | Suzuki     | Honda    | BMW     |
| 1966 | Honda     | Honda     | Honda           | Honda      | Honda    | BMW     |
| 1967 | MV Agusta | Honda     | Honda           | Yamaha     | Suzuki   | BMW     |
| 1968 | MV Agusta | MV Agusta | Yamaha          | Yamaha     | Suzuki   | BMW     |
| 1969 | MV Agusta | MV Agusta | Benelli         | Kawasaki   | Derbi    | BMW     |
| 1970 | MV Agusta | MV Agusta | Yamaha          | Suzuki     | Derbi    | BMW     |
| 1971 | MV Agusta | MV Agusta | Yamaha          | Derbi      | Kreidler | BMW     |
| 1972 | MV Agusta | MV Agusta | Yamaha          | Derbi      | Kreidler | BMW     |
| 1973 | MV Agusta | Yamaha    | Yamaha          | Yamaha     | Kreidler | BMW     |
| 1974 | Yamaha    | Yamaha    | Yamaha          | Yamaha     | Kreidler | König   |
| 1975 | Yamaha    | Yamaha    | Harley-Davidson | Morbidelli | Kreidler | König   |
| 1976 | Suzuki    | Yamaha    | Harley-Davidson | Morbidelli | Bultaco  | König   |
| 1977 | Suzuki    | Yamaha    | Kawasaki        | Morbidelli | Bultaco  | Yamaha  |
| 1978 | Suzuki    | Kawasaki  | Kawasaki        | Minarelli  | Bultaco  | Yamaha  |

1979 (+B2A/B2B)
| Any  | 500cc  | 350cc    | 250cc    | 125cc     | 50cc     | Sidecar B2A | Sidecar B2B |
| ---- | ------ | -------- | -------- | --------- | -------- | ----------- | ----------- |
| 1979 | Suzuki | Kawasaki | Kawasaki | Minarelli | Kreidler | Yamaha      | Yamaha      |

De 1980 a 1982 (-B2A/B2B)
| Any  | 500cc  | 350cc    | 250cc    | 125cc     | 50cc              | Sidecar |
| ---- | ------ | -------- | -------- | --------- | ----------------- | ------- |
| 1980 | Suzuki | Bimota   | Kawasaki | Minarelli | Van Veen Kreidler | Yamaha  |
| 1981 | Suzuki | Kawasaki | Yamaha   | Minarelli | Motul Bultaco     | Yamaha  |
| 1982 | Suzuki | Kawasaki | Yamaha   | Garelli   | Kreidler          | Yamaha  |

De 1983 a 1989 (-350)
| Any  | 500cc  | 250cc  | 125cc   | 50cc    | Sidecar |
| ---- | ------ | ------ | ------- | ------- | ------- |
| 1983 | Honda  | Yamaha | MBA     | Garelli | Yamaha  |
|      | 500cc  | 250cc  | 125cc   | 80cc    | Sidecar |
| 1984 | Honda  | Yamaha | Garelli | Zündapp | Yamaha  |
| 1985 | Honda  | Honda  | MBA     | Krauser | Yamaha  |
| 1986 | Yamaha | Honda  | Garelli | Derbi   | Yamaha  |
| 1987 | Yamaha | Honda  | Garelli | Derbi   | Krauser |
| 1988 | Yamaha | Honda  | Derbi   | Derbi   | Krauser |
| 1989 | Honda  | Honda  | Honda   | Krauser | Krauser |

De 1990 a 1996 (-50)
| Any  | 500cc  | 250cc   | 125cc   | Sidecar |
| ---- | ------ | ------- | ------- | ------- |
| 1990 | Yamaha | Yamaha  | Honda   | Krauser |
| 1991 | Yamaha | Honda   | Honda   | Krauser |
| 1992 | Honda  | Honda   | Honda   | Krauser |
| 1993 | Yamaha | Honda   | Honda   | Krauser |
| 1994 | Honda  | Honda   | Honda   | ADM     |
| 1995 | Honda  | Aprilia | Honda   | ADM     |
| 1996 | Honda  | Honda   | Aprilia | ADM     |

De 1997 a 2001
(-Sides)
| Any  | 500cc  | 250cc   | 125cc   |
| ---- | ------ | ------- | ------- |
| 1997 | Honda  | Honda   | Aprilia |
| 1998 | Honda  | Aprilia | Honda   |
| 1999 | Honda  | Aprilia | Honda   |
| 2000 | Yamaha | Yamaha  | Honda   |
| 2001 | Honda  | Honda   | Honda   |

### Època MotoGP (2002-Actualitat)
A 21 de novembre de 2024
| Any  | MotoGP | 250cc   | 125cc   |
| ---- | ------ | ------- | ------- |
| 2002 | Honda  | Aprilia | Aprilia |
| 2003 | Honda  | Aprilia | Aprilia |
| 2004 | Honda  | Honda   | Aprilia |
| 2005 | Yamaha | Honda   | KTM     |
| 2006 | Honda  | Aprilia | Aprilia |
| 2007 | Ducati | Aprilia | Aprilia |
| 2008 | Yamaha | Aprilia | Aprilia |
| 2009 | Yamaha | Aprilia | Aprilia |
|      | MotoGP | Moto2   | 125cc   |
| 2010 | Yamaha | Suter   | Derbi   |
| 2011 | Honda  | Suter   | Aprilia |
|      | MotoGP | Moto2   | Moto3   |
| 2012 | Honda  | Suter   | KTM     |
| 2013 | Honda  | Kalex   | KTM     |
| 2014 | Honda  | Kalex   | Honda   |
| 2015 | Yamaha | Kalex   | Honda   |
| 2016 | Honda  | Kalex   | KTM     |
| 2017 | Honda  | Kalex   | Honda   |
| 2018 | Honda  | Kalex   | Honda   |
| 2019 | Honda  | Kalex   | Honda   |
| 2020 | Ducati | Kalex   | Honda   |
| 2021 | Ducati | Kalex   | KTM     |
| 2022 | Ducati | Kalex   | Gas Gas |
| 2023 | Ducati | Kalex   | KTM     |
| 2024 | Ducati | Kalex   | CFMoto  |

## Estadístiques
A 21 de novembre de 2024

### Títols per constructor
| Constructor       | MotoGP/500cc | 350cc | Moto2/250cc | Moto3/125cc | 80cc/50cc | Sidecar/B2A/B2B | Total |
| ----------------- | ------------ | ----- | ----------- | ----------- | --------- | --------------- | ----- |
| Honda             | 25           | 6     | 19          | 21          | 2         |                 | 73    |
| Yamaha            | 14           | 5     | 14          | 4           |           | 11              | 48    |
| MV Agusta         | 16           | 9     | 5           | 7           |           |                 | 37    |
| Aprilia           |              |       | 9           | 10          |           |                 | 19    |
| BMW               |              |       |             |             |           | 19              | 19    |
| Suzuki            | 7            |       |             | 3           | 5         |                 | 15    |
| Kalex             |              |       | 12          |             |           |                 | 12    |
| Norton            | 2            | 2     |             |             |           | 6               | 10    |
| Kawasaki          |              | 4     | 4           | 1           |           |                 | 9     |
| Derbi             |              |       |             | 4           | 5         |                 | 9     |
| Krauser           |              |       |             |             | 2         | 7               | 9     |
| Moto Guzzi        |              | 4     | 3           |             |           |                 | 7     |
| Kreidler          |              |       |             |             | 7         |                 | 7     |
| Ducati            | 6            |       |             |             |           |                 | 6     |
| Gilera            | 5            | 1     |             |             |           |                 | 6     |
| KTM               |              |       |             | 6           |           |                 | 6     |
| Mondial           |              |       | 1           | 4           |           |                 | 5     |
| Garelli           |              |       |             | 4           | 1         |                 | 5     |
| Minarelli         |              |       |             | 4           |           |                 | 4     |
| Suter             |              |       | 3           |             |           |                 | 3     |
| NSU               |              |       | 2           | 1           |           |                 | 3     |
| Morbidelli        |              |       |             | 3           |           |                 | 3     |
| Bultaco           |              |       |             |             | 3         |                 | 3     |
| König             |              |       |             |             |           | 3               | 3     |
| ADM               |              |       |             |             |           | 3               | 3     |
| Velocette         |              | 2     |             |             |           |                 | 2     |
| Benelli           |              |       | 2           |             |           |                 | 2     |
| Harley-Davidson   |              |       | 2           |             |           |                 | 2     |
| MBA               |              |       |             | 2           |           |                 | 2     |
| AJS               | 1            |       |             |             |           |                 | 1     |
| Bimota            |              | 1     |             |             |           |                 | 1     |
| Gas Gas           |              |       |             | 1           |           |                 | 1     |
| CFMoto            |              |       |             | 1           |           |                 | 1     |
| Zündapp           |              |       |             |             | 1         |                 | 1     |
| Motul Bultaco     |              |       |             |             | 1         |                 | 1     |
| Van Veen Kreidler |              |       |             |             | 1         |                 | 1     |
| Total             | 76           | 34    | 76          | 76          | 28        | 49              | 339   |

### Títols per país
| País            | MotoGP/500cc | 350cc | Moto2/250cc | Moto3/125cc | 80cc/50cc | Sidecar/B2A/B2B | Total |
| --------------- | ------------ | ----- | ----------- | ----------- | --------- | --------------- | ----- |
| Japó            | 46           | 15    | 37          | 29          | 7         | 11              | 144   |
| Itàlia          | 27           | 15    | 20          | 34          | 2         |                 | 98    |
| Alemanya        |              |       | 14          | 1           | 10        | 29              | 54    |
| Regne Unit      | 3            | 4     |             |             |           | 6               | 13    |
| Catalunya       |              |       |             | 5           | 8         |                 | 13    |
| Àustria         |              |       |             | 6           |           |                 | 6     |
| Suïssa          |              |       | 3           |             |           |                 | 3     |
| Bèlgica         |              |       |             |             |           | 3               | 3     |
| Estats Units    |              |       | 2           |             |           |                 | 2     |
| R.P. de la Xina |              |       |             | 1           |           |                 | 1     |
| Països Baixos   |              |       |             |             | 1         |                 | 1     |
| Total           | 76           | 34    | 76          | 76          | 28        | 49              | 339   |